# Rebel Moon—第2部：烙印之人
《Rebel Moon—第2部：烙印之人》（英語：Rebel Moon: Part Two – The Scargiver）是一部2024年美國史詩太空歌劇電影，2023年電影《Rebel Moon—第1部：火之女》的續集，由查克·史奈德執導，史奈德、沙伊·哈頓和柯特·約翰斯塔德共同撰寫劇本。主演陣容包括蘇菲亞·波提拉、查理·杭南、雷·費雪、吉蒙·韓蘇、吉娜·瑪隆、寇瑞·史托爾、艾德·斯克林、克麗佩托·蔻曼、弗拉·菲、凱瑞·艾文斯和安東尼·霍普金斯，2024年4月19日於Netflix上線。

## 演員
- 蘇菲亞·波提拉飾演柯拉 / 艾瑟萊絲（Kora）
- 吉蒙·韓蘇飾演泰圖斯將軍（General Titus）
- 查理·杭南飾演凱伊（Kai）
- 麥可·俞斯曼飾演岡納（Gunnar）
- 史塔茲·奈爾（英语：Staz Nair）飾演塔拉克（Tarak）
- 裴斗娜飾演奈美西絲（Nemesis）
- 雷·費雪飾演達理安·布拉戴克斯（Darrian Bloodaxe）
- 克麗佩托·蔻曼（英语：Cleopatra Coleman）飾演德芙拉·布拉戴克斯
- 安東尼·霍普金斯飾演吉米，編號是JC-1435（Jimmy，配音）
- 吉娜·瑪隆飾演哈瑪達（Harmada）
- 艾德·斯克林飾演艾提克斯·諾伯上將（Admiral Atticus Noble）
- 弗拉·菲（英语：Fra Fee）飾演攝政王·巴利薩留斯（Regent Balisarius）
- 寇瑞·斯托尔飾演辛德里（Sindri）：村長
- 凱瑞·艾文斯飾演國王（The King），死後被稱作「遇弒先王」（the slain King）。
- 史都華·馬汀飾演丹恩（Den）：村裡最優秀的獵人，想與柯拉交往。
- 阿方索·埃雷拉（英语：Alfonso Herrera）飾演卡修斯，諾伯上將的副手
- 瑞恩·里斯（Rhain Rees）飾演王后
- 雷·波特

## 製作

### 發展
該片的靈感來自黑澤明和《星際大戰》，也曾是查克·史奈德向盧卡斯影業提案的《星際大戰》電影構想。在華特迪士尼公司收購盧卡斯影業後，該企劃由製片人艾瑞克·紐曼和史奈德重新開發。

### 選角
2021年11月，宣佈蘇菲亞·波提拉加入演員陣容。2022年2月，宣佈查理·杭南、雷·費雪、吉蒙·韓蘇、裴斗娜、吉娜·瑪隆和史塔茲·奈爾加入演員陣容。同月，史都華·馬汀和魯伯特·佛列德加入演員陣容。2022年4月，凱瑞·艾文斯、寇瑞·斯托尔、麥可·俞斯曼和阿方索·埃雷拉簽約參演。2022年5月，艾德·斯克林替代因拍攝行程衝突而退演的佛列德，而克利歐佩特拉·科爾曼、弗拉·菲和瑞恩·里斯（Rhain Rees）加入演員陣容。2022年6月8日，安東尼·霍普金斯參演，飾演戰鬥機器人吉米（Jimmy）。

### 拍攝
2022年2月，據透露《Rebel Moon》分成兩部電影，並以背靠背形式進行拍攝。

## 發行
《Rebel Moon—第2部：烙印之人》2024年4月19日在Netflix上線。

## 外部連結
- 互联网电影数据库（IMDb）上《Rebel Moon—第2部：烙印之人》的资料（英文）
- 在Netflix上觀看《Rebel Moon—第2部：烙印之人》